# Bruno Cenghialta
Bruno Cenghialta (Montecchio Maggiore, 5 de desembre de 1962) és un ciclista italià, ja retirat, que fou professional entre 1986 i 1998. En el seu palmarès destaca una victòria d'etapa al Tour de França de 1991. Una vegada retirat com a ciclista passà a exercir tasques de director esportiu en diferents equips, com ara l'Amica Chips, Alessio, Fassa Bortolo, Acqua & Sapone i l'Astana.

## Palmarès
- 1980
  - 1r a la Piccola Sanremo
- 1985
  - 1r a la Milà-Tortona
  - 1r al Circuit Castelnovese
- 1988
  - 1r a la Schwanenbrau Cup
- 1991
  - Vencedor d'una etapa del Tour de França
- 1994
  - 1r a la Coppa Bernocchi

### Resultats al Tour de França
- 1990. 102è de la classificació general
- 1991. 56è de la classificació general. Vencedor d'una etapa
- 1992. Abandona (14a etapa)
- 1993. 38è de la classificació general
- 1994. 25è de la classificació general
- 1995. 15è de la classificació general
- 1996. 56è de la classificació general
- 1997. 112è de la classificació general

### Resultats al Giro d'Itàlia
- 1986. 54è de la classificació general
- 1987. 84è de la classificació general
- 1989. 79è de la classificació general
- 1991. 88è de la classificació general
- 1993. 47è de la classificació general
- 1994. 36è de la classificació general
- 1995. 11è de la classificació general
- 1996. 18è de la classificació general
- 1997. 40è de la classificació general
- 1998. 57è de la classificació general